# Iosu Eskiroz
Iosu Eskiroz Redín, llamado Eskiroz, nacido en Maquirriain (Navarra) el 17 de julio de 1998, es un pelotari español de pelota vasca en la modalidad de mano, que juega en la posición de zaguero.

## Final del Campeonato de Parejas de 2.ª categoría
| Año  | Campeones            | Subcampeones     | Tanteo | Frontón |
| ---- | -------------------- | ---------------- | ------ | ------- |
| 2020 | Agirre - Eskiroz     | Peña II - Erasun | 22-20  | Labrit  |
| 2023 | Larrazabal - Eskiroz | Zabala - Gaskue  | 22-16  | Labrit  |